# استان ماکامبا
استان ماکامبا (به لاتین: Makamba Province) یکی از ۱۸ استان کشور بوروندی است. استان ماکامبا ۱٬۹۵۹٫۶۰ کیلومتر مربع مساحت و ۴۳۰٬۸۹۹ نفر جمعیت دارد.